# Roberto Meraz
Roberto Ismael Meraz Bernal (ur. 4 sierpnia 1999 w Culiacán) – meksykański piłkarz występujący na pozycji defensywnego pomocnika, od 2020 roku zawodnik Mazatlán.